# Roskilde Festival

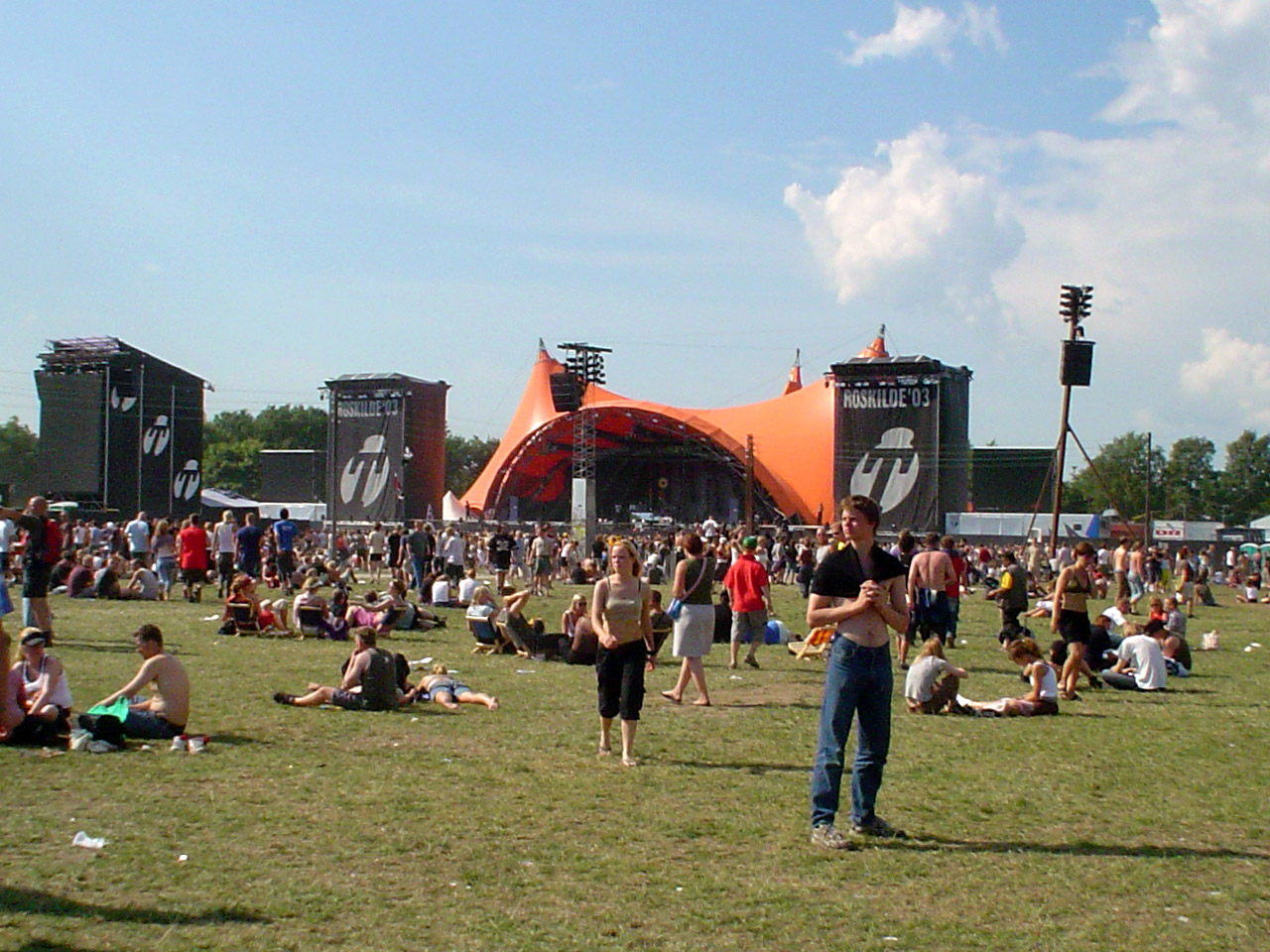
Roskilde Festival w 2003 roku

Roskilde Festival – muzyczna impreza cykliczna. Jeden z największych festiwali muzyki rockowej o charakterze międzynarodowym. Odbywający się w pobliżu duńskiej miejscowości Roskilde. Jest festiwalem niezależnym i niekomercyjnym organizowanym przez The Roskilde Festival Charity Society. Pierwszy festiwal odbył się w 1971 i wystąpiły w nim 33 zespoły głównie z Danii. W 2005 liczba zespołów wyniosła 160, a wśród nich można znaleźć wielkie gwiazdy światowego rocka.
Roskilde Festival to impreza plenerowa, kilkudniowa, gdzie poza koncertami można obejrzeć występy grup parateatralnych, kabaretów, nieustannie działa kino festiwalowe, można wziąć udział w warsztatach plastycznych i ceramicznych, można skorzystać ze sztucznych ścianek do wspinaczki, boisk do koszykówki oraz trampoliny.
Na imprezie aktywne są organizacje praw człowieka. Można wziąć udział w happeningu uświadamiającym widzom, czym jest współczesne niewolnictwo. Promowana jest ekologia i recykling śmieci. Podczas festiwalu w roku 2000 po raz pierwszy odbyła się żywa biblioteka.